# Opération Red Dog
Pour les articles homonymes, voir Invasion de la Dominique.
L'opération Red Dog (« opération Chien rouge ») était le nom de code d'une invasion de la Dominique par des dirigeants du Ku Klux Klan, Don Black et Wolfgang Droege, et l'ancien premier ministre dominicais Patrick John. L'invasion avait pour but de remettre Patrick John au pouvoir.
Le 27 avril 1981, Black, Droege et sept autres personnes ont été arrêtées par des agents fédéraux américains à La Nouvelle-Orléans alors qu'ils se préparaient à embarquer sur un navire avec des armes automatiques, des fusils, des pistolets, de la dynamite, des munitions et un drapeau nazi. 
Le plan était d'affréter un bateau pour la Dominique et de rejoindre Patrick John et son armée improvisée. En février 1981, le capitaine du bateau que les membres du Ku Klux Klan essayaient de louer sous couvert d'une opération de la CIA a contacté le Bureau of Alcohol, Tobbaco, Firearms and Explosives, menant à l'arrestation de Patrick John en Dominique le 25 avril et à celle de Black, Droege et de leurs associés le 27 avril.
Selon une analyse de Stanley Barrett datant de 1987, le but de l'opération n'était pas tant d'établir un régime ségrégationniste que de mettre en place des commerces lucratifs (casinos, prostitution et drogue).